# Blackbriar
Blackbriar es una banda neerlandesa de metal alternativo, formada el 2012 en Assen, Países Bajos.
Como banda han lanzado dos álbumes de estudio, tres EP, diecisiete sencillos, veintiún videos musicales y cuatro videos musicales acústicos.
En octubre del 2019, Blackbriar se convirtieron en los teloneros oficiales de Epica durante el tour conmemorativo del décimo aniversario del álbum Design Your Universe. Ese mismo año, fueron invitados a para tocar en el AFAS Live, en Ámsterdam, cerrando los shows de Halestorm e In This Moment.
La banda firmó contrato con la discográfica Nuclear Blast Records en noviembre del 2022.

## Recepción
El álbum debut de la banda, The Cause of Shipwreck, fue lanzado en abril del 2021, con buenas críticas. el Metal Hammer comparó a la vocalista Zora Cock con el estilo de Kate Bush en Wuthering Heights y con Amy Lee en My Immortal, La revista finlandesa Tuonela Magazine, publicó  que la banda se distinguía por mezclar "una sana dosis de imagen gótica en su propio estilo de metal sinfónico" y llamó al álbum The Cause of Shipwreck, "un álbum que no solo expande significativamente el sonido de la banda, sino que lo solidifica". La música Liselotte Hegt, de la banda Dial, catalogó a la vocalista Zora, "casi como una sirena, que te atrae a escenarios románticos oscuros, cuentos de hadas retorcidos y escenarios fantasmagóricos".

## Miembros

### Miembros actuales
- Zora Cock – Voz (2012-presente)
- René Boxem – Batería (2012-presente)
- Bart Winters – Guitarra líder (2012-presente)
- Robin Koezen – Guitarra rítmica (2016-presente)
- Ruben Wijga – Teclados (2019-presente)
- Siebe Sol Sijpkens – Bajo (2022-presente, en vivo el 2021)

### Miembros antiguos
- René Sempel – Guitarra rítmica (2012-2016)
- Frank Akkerman – Bajo (2012-2022)

## Discografía

### Álbumes de estudio
- The Cause of Shipwreck (abril, 2021)
- A Dark Euphony (septiembre, 2023)

### EPs
- Fractured Fairytales (mayo, 2017)
- We'd Rather Burn (octubre, 2018)
- Our Mortal Remains (diciembre, 2019)

### Sencillos
- Ready to Kill (mayo, 2014)
- Until Eternity (septiembre, 2015)
- Preserved Roses (mayo, 2017)
- Until Eternity (versión orquestal) (diciembre, 2018)
- Snow White and Rose Red (feat. Ulli Perhonen) (mayo, 2019)
- Mortal Remains (noviembre, 2019)
- The Séance (febrero, 2021)
- Deadly Diminuendo (marzo, 2021)
- Selkie (abril, 2021)
- Walking Over My Grave (abril, 2021)
- Fairy of the Bog (diciembre, 2021)
- Crimson Faces (noviembre, 2022)
- My Soul’s Demise (abril, 2023)
- Cicada (junio, 2023)
- Forever and a Day (septiembre, 2023)
- Moonflower (marzo, 2024)
- Floriography (noviembre, 2024)

## Videografía
- "Ready to Kill" dirigido por Michel Berendsen[6]
- "Until Eternity" dirigido por Joshua Maldonado[7]
- "I'd Rather Burn" dirigido por Blackbriar[8]
- "Arms of the Ocean" dirigido por Joshua Maldonado[9]
- "Snow White and Rose Red"[10]
- "Mortal Remains"[11]
- "Beautiful Delirium"[12]
- "The Séance" dirigido por Joshua Maldonado[13]
- "Selkie"[14]
- "Walking Over My Grave" dirigido por Joshua Maldonado[15]
- "Weakness and Lust" dirigido por Joshua Maldonado[16]
- "You're Haunting Me"[17]
- "Fairy of the Bog" dirigido por Joshua Maldonado[18]
- "Crimson Faces" dirigido por Joshua Maldonado[19]